# بیلی هلمز (بازیکن فوتبال، زاده ۱۹۵۱)
بیلی هلمز (انگلیسی: Billy Holmes; ۴ فوریهٔ ۱۹۵۲ – مارس ۱۹۸۸) بازیکن فوتبال اهل بریتانیا بود.
از باشگاه‌هایی که در آن بازی کرده‌است می‌توان به باشگاه فوتبال ووکینگ، باشگاه فوتبال لوتون تاون، باشگاه فوتبال ویمبلدون، باشگاه فوتبال میلوال، باشگاه فوتبال برنتفورد، باشگاه فوتبال بارنت، باشگاه فوتبال هرفورد یونایتد، و باشگاه فوتبال آیلزبری یونایتد اشاره کرد.